# Гульде, Мануэль
Мануэ́ль Гульде́ (нем. Manuel Gulde; 12 февраля 1991, Мангейм, Германия) — немецкий бывший футболист, защитник.

## Карьера
В 2007 году вместе с Паскалем Гросом и Марко Террацино переехал из клуба «Неккарау» в создающуюся юношескую команду «Хоффенхайма», откуда плавно перешли в также создающуюся вторую команду. В 2009 году Мануэль был заявлен за основную команду синих, хотя это случилось несколько позже чем в случае с Паскалем и Марко, которые дебютировали ещё в сезоне 2008/09. Дебют в Бундеслиге для Гульде состоялся 24 января 2010 года в домашнем матче 19-го тура против леверкузенского «Байера», который выиграл этот поединок со счётом 3:0. На 75-й минуте Мануэль сменил на поле Карлоса Эдуардо. А 19 февраля Мануэль уже вышел в основном составе в домашнем матче 23-го тура против мёнхенгладбахской «Боруссии», который завершился вничью со счётом 2:2. доиграть матч до конца ему, правда, не удалось: на 70-й минуте Мануэль был заменён на Принса Таго. Всего в своём первом сезоне провёл за «Хоффенхайм» шесть матчей, в которых ни разу не отличился.